# Бергиш Гладбах
Бергиш Гладбах е град в Западна Германия, провинция Северен Рейн-Вестфалия. Намира се на 10 км източно от Кьолн.
Площта на Бергиш Гладбах е 83,11 км², населението към 31 декември 2010 г. – 105 723 жители, а гъстотата на населението – 1272 д/км².
Разположен е в часова зона UTC+1, а през лятото е в UTC+2. МПС кодът му е GL. Пощенските кодове са му 51401-51469. Телефонните му кодове са 02202, 02204, 02207.

## Личности
Родени в Бергиш Гладбах
- Тим Вийзе – футболист
- Керстин Гир – писателка
- Хайди Клум – модел
- Фабиан Хамбюхен – гимнастик
- Матс Хумелс – футболист